# David Woodcock

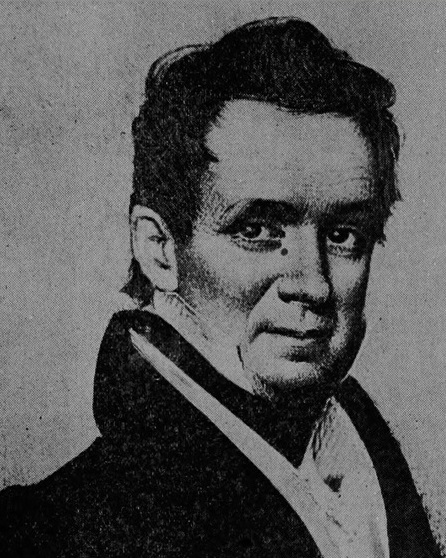
David Woodcock

David Woodcock (* 1785 in Williamstown, Massachusetts; † 18. September 1835 in Ithaca, New York) war ein US-amerikanischer Jurist und Politiker. Zwischen 1821 und 1823 sowie zwischen 1827 und 1829 vertrat er den Bundesstaat New York im US-Repräsentantenhaus.

## Leben
David Woodcock wurde ungefähr zwei Jahre nach dem Ende des Amerikanischen Unabhängigkeitskrieges im Berkshire County geboren. Er besuchte öffentliche Schulen und studierte Jura. Nach dem Erhalt seiner Zulassung begann er, als Anwalt zu praktizieren. Er zog nach Ithaca – damals noch Teil des Seneca County. Am 19. November 1808 ernannte man ihn zum Postmeister von Ithaca und im selben Jahr zum Master am Court of Chancery. Er saß in den Jahren 1814 und 1815 in der New York State Assembly. Im April 1817 ernannte man ihn zum Bezirksstaatsanwalt vom Tompkins County. Ferner bekleidete er 1817 die Posten als Vormundschafts- und Nachlassrichter sowie Assistant Attorney General of the State. Er war 1819 Präsident der Cayuga Steamboat Co.
Als Gegner einer zu starken Zentralregierung schloss er sich in jener Zeit der von Thomas Jefferson gegründeten Demokratisch-Republikanischen Partei an. Bei den Kongresswahlen des Jahres 1820 für den 17. Kongress wurde er im 20. Wahlbezirk von New York in das US-Repräsentantenhaus in Washington, D.C. gewählt, wo er am 4. März 1821 die Nachfolge von Jonathan Richmond antrat. Er schied nach dem 3. März 1823 aus dem Kongress aus.
Nach seiner Kongresszeit war er in den Jahren 1823, 1824 und 1826 Präsident und Trustee der Village von Ithaca. Er nahm wieder seine Tätigkeit als Anwalt auf. 1826 saß er erneut in der New York State Assembly. Er nahm 1827 am Anti-Masonic Crusade und der State Convention in Utica teil.
Bei den Kongresswahlen des Jahres 1826 für den 20. Kongress wurde er im 25. Wahlbezirk von New York in das US-Repräsentantenhaus gewählt, wo er am 4. März 1827 die Nachfolge von Charles Humphrey antrat. Er erlitt bei seiner Wiederwahlkandidatur im Jahr 1828 eine Niederlage und schied nach dem 3. März 1829 aus dem Kongress aus.
Danach ging er wieder seiner Tätigkeit als Anwalt nach. Er verstarb am 18. September 1835 in Ithaca und wurde dann dort auf dem Stadtfriedhof beigesetzt.